# 正村公弘
正村 公弘（まさむら やすひろ、1963年9月7日 - ）は、東京都出身の日本の元社会人野球選手（投手）、野球指導者。

## 経歴
現役時代は投手として、東海大浦安高校、東海大学、NTT東京でプレー。大学の同期に渡辺伸治（捕手）がいる。
社会人時代のNTT東京では、技巧派左腕として活躍し、コーチ兼任を含めて34歳まで現役生活を送る。
現役引退後の2003年からは、北東北大学野球連盟所属の八戸大学硬式野球部（後に八戸学院大学に改称）のコーチに就任。2012年からは監督に就任。監督在任中には、同大学を全日本大学野球選手権（2012年、2019年）、明治神宮野球大会（2013年）に導き、またコーチ時代から秋山翔吾や髙橋優貴、大道温貴、松山晋也ら多くのプロ野球選手を育成した事に携わり、同大学を全国レベルの強豪校に引き上げた。
2024年1月1日からは、東都大学野球連盟の亜細亜大学硬式野球部の監督に就任。

## 人物
- 高校・大学時代の野球部同期に酒井勉、社会人時代の同僚に与田剛らがいる[2]。
- 金足農時代の吉田輝星の指導も行ない、吉田は同校を11年ぶりに夏の甲子園に導き、2018年の第100回全国高等学校野球選手権記念大会出場し、金農旋風を巻き起こす事となった[4]。

## 著名な教え子

### 八戸大学・八戸学院大学時代
- 川島亮
- 石川賢
- 小野真悟
- 須江航
- 三木均
- 青山浩二
- 内藤雄太
- 塩見貴洋
- 秋山翔吾
- 田代将太郎
- 髙橋優貴
- 大道温貴
- 中道佑哉
- 武岡大聖
- 松山晋也